# Династія Мухаммеда Алі
Династія Мухаммеда Алі (араб. أسرة محمد علي; тур. Mehmet Ali Paşa Hanedanı) династія єгипетських правителів, що правила з 1805 до 1953 року.

## Історія
1805 року Мухаммед Алі змусив турецького султана визнати його як намісника Єгипту. За роки свого правління він провів у країні докорінні реформи. Модернізація економіки, реорганізація армії та інші зміни вимагали величезних коштів, тому Мухаммеду Алі та його наступникам довелось позичати гроші.
1876 року Єгипет фактично потрапив під контроль кредиторів і перетворився на англійську колонію. Офіційно влада зосереджувалась в руках хедива й кабінету його міністрів, але реальна влада була в руках англійського генерального резидента.
У грудні 1914 року міністерство закордонних справ Великої Британії оголосило про те, що Єгипет переходить під англійський протекторат. 19 грудня англійці усунули від влади хедива Аббаса II, який у той час перебував у Стамбулі. Влада перейшла до його дядька Хусейна Каміля, який узяв титул султана. Після смерті Хусейна 1917 року влада перейшла до його молодшого брата Ахмеда Фуада I. Ставши султаном, Фуад швидко отримав підтримку серед єгипетських націоналістів, які створили у країні потужний рух за створення незалежної єгипетської держави. Повстання, що спалахнуло 1919 року, було жорстоко придушено, але визвольна боротьба не завершилась. Наприкінці 1921 року країну охопило нове повстання, що змусило уряд Великої Британії визнати незалежність Єгипту.
У квітні 1923 року була ухвалена конституція. Відповідно до неї Єгипет став конституційним королівством з двопалатним парламентом. Після смерті Фуада I у квітні 1936 року влада в Єгипті перейшла до його сина Фарука. Підписана у серпні 1936 року англо-єгипетська угода розширила суверенітет Єгипту. Того ж року Єгипет вступив до Ліги Націй. 1940 року до Єгипту вторглись італійські війська. Після завершення Другої світової війни у країні почався підйом опозиційного руху. В ніч з 22 на 23 липня 1952 року організація «Вільні офіцери» захопила владу в Каїрі, а 26 липня того ж року король Фарук зрікся престолу, й королем був проголошений малолітній син Фарука Ахмед Фуад II. 17 червня 1953 року королівська влада в Єгипті була ліквідована, а 18 червня Єгипет став республікою.

## Список правителів династії
| №  | Ім'я               | Оригінальне ім'я  | Роки життя | Титул  | Роки правління | Примітки                    |
| -- | ------------------ | ----------------- | ---------- | ------ | -------------- | --------------------------- |
| 1  | Мухаммед Алі       | محمد علي باشا‎‎     | 1769—1849  | валі   | 1805—1848      | засновник династії          |
| 2  | Ібрагім-паша       | إبراهيم باشا      | 1789—1848  | валі   | 1848—1848      |                             |
| 3  | Аббас I Хільмі     | عباس حلمي الأول   | 1813—1854  | валі   | 1848—1854      |                             |
| 4  | Мухаммед Саїд-паша | محمد سعيد باش     | 1822—1863  | валі   | 1854—1863      |                             |
| 5  | Ізмаїл Паша        | الخديوي إسماعيل   | 1830—1895  | валі   | 1863—1867      | в 1867 узяв титул хедива    |
|    |                    |                   |            | хедив  | 1867—1879      |                             |
| 6  | Тауфік             | الخديوي توفيق     | 1852—1892  | хедив  | 1879—1892      |                             |
| 7  | Аббас II           | عباس حلمي الثاني  | 1874—1944  | хедив  | 1892—1914      |                             |
| 8  | Хусейн Каміль      | السلطان حسين كامل‎‎ | 1853—1917  | султан | 1914—1917      |                             |
| 9  | Ахмед Фуад I       | فؤاد الأول        | 1868—1936  | султан | 1917—1922      | 1922 прийняв титул короля   |
|    |                    |                   |            | король | 1922—1936      |                             |
| 10 | Фарук I            | فاروق الأول       | 1920—1965  | король | 1936—1952      |                             |
| 11 | Ахмед Фуад II      | الملك فؤاد الثاني | нар. 1952  | король | 1952—1953      | 1953 проголошено республіку |